# Розенталь (Польща)
Розенталь (пол. Rozental) — село в Польщі, у гміні Радзинь-Хелмінський Ґрудзьондзького повіту Куявсько-Поморського воєводства.
У 1975-1998 роках село належало до Торунського воєводства.